# William Deverell
William Herbert Deverell (Regina, 4 marzo 1937) è uno scrittore e avvocato canadese specializzato in narrativa poliziesca.

## Biografia
Nato nel 1937 a Regina, vive e lavora a Vancouver.
Ha mosso i primi passi nel giornalismo per permettersi gli studi fino alla laurea in legge alla University of Saskatchewan. Divenuto avvocato particolarmente attivo nei diritti civili, ha fondato la British Columbia Civil Liberties Association, una ONG impegnata nella difesa dei diritti umani in Canada della quale è direttore onorario.
Ha esordito nella narrativa gialla nel 1979 con L'ago, unico suo romanzo finora tradotto in italiano, e in seguito ha pubblicato altri 18 opere oltre a firmare sceneggiature per il cinema e la televisione.
Particolarmente apprezzato in patria, ha ricevuto due dei principali premi canadesi dedicati alla narrativa poliziesca, l'Hammett Prize e l'Arthur Ellis Award.

## Opere principali

### Serie Pomeroy and Partners
- The Dance of Shiva (1984)
- Kill All the Lawyers (1994)

### Serie Arthur Beauchamp
- Trial of Passion (1997)
- April Fool (2005)
- Kill All the Judges (2008)
- Snow Job (2009)
- I'll See You in My Dreams (2011)
- Sing a Worried Song (2015)

### Altri romanzi
- L'ago (Needles, 1979), Milano, Sperling & Kupfer, 1983 ISBN 88-200-0264-7.
- High Crimes (1981)
- Mecca (1983)
- Platinum Blues (1988)
- Mindfield (1989)
- Fatal Cruise (1992)
- Street Legal - The Betrayal (1995)
- Slander (1999)
- The Laughing Falcon (2001)
- Mind Games (2003)

### Saggi
- A Life on Trial: The Case of Robert Frisbee (2002)

## Filmografia parziale
- Shellgame, regia di Peter Yalden-Thompson (1985) (soggetto)
- Vuoto mentale (Mindfield), regia di Jean-Claude Lord (1989) (soggetto e sceneggiatura)
- Street Legal serie TV (1987-1994) (ideatore)

## Premi e riconoscimenti
- Hammett Prize: 1997 per Trial of Passion
- Prix Arthur-Ellis du meilleur roman: 1998 per Trial of Passion e 2006 per April Fool